# Claude Williamson
Claude Berkeley Williamson (Brattleboro, Vermont; 18 de noviembre de 1926-16 de julio de 2016) fue un pianista estadounidense de jazz.

## Historial
Hijo de un baterista, director de una big band, y hermano del trompetista Stu Williamson, creció en un ambiente musical, estudiando piano clásico desde los siete años de edad, tocando en la orquesta de su padre mientras realiza sus estudios de grado, y diplomándose en el Conservatorio de Boston. Trasladado a Hollywood, en 1947, es contratado por Charlie Barnet. En las épocas de descanso de la banda, toca con Red Norvo. Tras dejar a Barnet, acompaña a la cantante June Christy, hasta 1952. 
Tras el servicio militar, entra a formar parte de la banda de Howard Rumsey, donde sustituye a Russ Freeman. Toca también con la big band de Les Brown, y grabó con buena parte de los principales músicos de la escena de la Costa Oeste, como Conte Candoli, Frank Rosolino, Bud Shank, el propio Rumsey, y otros, como Art Pepper, Barney Kessel o Tal Farlow. 
En 1954, grabó el primer disco como líder, en colaboración con Stan Kenton, y mantiene su propio trio mucho tiempo. Sin embargo, a partir de mediados los años 1960, comienza a alejarse paulatinamente de la escena del jazz, aunque a partir de 1977 vuelve a grabar con asiduidad, com Sam Jones y Roy Haines. En 1995 registró varias grabaciones para el sello discográfico español Fresh Sound Records.
Influenciado en sus comienzos por Teddy Wilson y Jess Stacy, y más tarde por Hampton Hawes y Bud Powell, mantuvo no obstante una clara identidad propia, de técnica prodigiosa, de gran libertad, con utilización de block-chords y bruscas aceleraciones.